# Grave (unité)
Pour les articles homonymes, voir Grave.
Le grave (symbole gv) a été édicté par le décret de l'Assemblée du 1er août 1793, et défini comme « le poids d’un décimètre cube d’eau pure à 4 °C (maximum de masse volumique) ». Le grave valait donc environ un kilogramme lorsque utilisé comme mesure de masse, ou environ 9,8 newtons lorsque utilisé comme mesure de force (le poids étant la force due à l’accélération de la pesanteur). 

## Définition
En unités de l’époque, le grave valait « 18 841 grains du marc de la pile de Charlemagne ».

## Multiples du grave
| 10N   | Préfixe     | Symbole | Nombre           |
| ----- | ----------- | ------- | ---------------- |
| 1030  | quettagrave | Qgv     | Quintillion      |
| 1027  | ronnagrave  | Rgv     | Quadrilliard     |
| 1024  | yottagrave  | Ygv     | Quadrillion      |
| 1021  | zettagrave  | Zgv     | Trilliard        |
| 1018  | exagrave    | Egv     | Trillion         |
| 1015  | pétagrave   | Pgv     | Billiard         |
| 1012  | téragrave   | Tgv     | Billion          |
| 109   | gigagrave   | Ggv     | Milliard         |
| 106   | mégagrave   | Mgv     | Million          |
| 103   | kilograve   | kgv     | Mille            |
| 102   | hectograve  | hgv     | Cent             |
| 101   | décagrave   | dagv    | Dix              |
| 100   | grave       | gv      | Un               |
| 10−1  | décigrave   | dgv     | Dixième          |
| 10−2  | centigrave  | cgv     | Centième         |
| 10−3  | milligrave  | mgv     | Millième         |
| 10−6  | micrograve  | μgv     | Millionième      |
| 10−9  | nanograve   | ngv     | Milliardième     |
| 10−12 | picograve   | pgv     | Billionième      |
| 10−15 | femtograve  | fgv     | Billiardième     |
| 10−18 | attograve   | agv     | Trillionième     |
| 10−21 | zeptograve  | zgv     | Trilliardième    |
| 10−24 | yoctograve  | ygv     | Quadrillionième  |
| 10−27 | rontograve  | rgv     | Quadrilliardième |
| 10−30 | quectograve | qgv     | Quintilionième   |

| 10 N | Préfixe        | Symbole | Nombre en français | Nombre en chiffre |
| ---- | -------------- | ------- | ------------------ | ----------------- |
| 104  | myriagrave     | magv    | Dix mille          | 10 000            |
| 10-4 | décimilligrave | dmgv    | Dix-millième       | 0,000 1           |

## Du grave au gramme
Le gramme a été défini comme la masse d’un centimètre cube d’eau pure à 4 °C. 
Lors du décret du 7 avril 1795, apparaît alors pour la première fois la notion de kilogramme, multiple du gramme. 
La loi du 10 décembre 1799 matérialise le kilogramme par un cylindre en platine représentant la masse d'un décimètre cube d’eau pure.
Le kilogramme est la seule unité de base dont le nom contient un préfixe (kilo).